# Owe Røren
Owe Røren, född 1939, är en kurator som arbetat med samt forskat och skrivit om människor med utvecklingsstörning.
Røren arbetade i början av 1970-talet på Carlslunds vårdhem utanför Stockholm, och kom att bli en del av ett förändringsarbete mot förbättring av de utvecklingsstördas villkor, ökat självbestämmande hos personalen och nedbrytning av gamla hierarkier. Utvecklingsprocessen på Carlslund beskrivs i boken Chansen att förändra: om förändring uppifrån och nedifrån på anstalt (1975). Han har även skrivit om sexualitet och samlevnad hos utvecklingsstörda, samt låtit dem medverka och komma till tals i boken Vi vet hur det är att vara utvecklingsstörd.
Han var under 1990-talet byrådirektör vid Socialstyrelsen och utövade bland annat tillsyn över den stora och inte problemfria förändring med avveckling av institutionsboende för utvecklingsstörda som skedde denna tid.
Røren disputerade 2007 på avhandlingen Idioternas tid - Tankestilar inom den tidiga idiotskolan 1840–1872. Avhandlingen beskriver med ett nordiskt perspektiv de trettio första åren mellan 1840 och 1870, när särskolor eller idiotskolor bildades i de nordiska länderna efter inspiration från Centraleuropa, och ägnar stort utrymme åt pionjären Emanuella Carlbeck.